# 박재환
박재환(한국 한자: 朴財喚, 2000년 10월 11일 ~ )는 대한민국의 축구 선수로, 포지션은 센터백이다. 현재 K리그2 경남 FC 소속이다.